# Bokaro Steel City
Bokaro Steel City è una città dell'India di 394.173 abitanti, capoluogo del distretto di Bokaro, nello stato federato del Jharkhand. In base al numero di abitanti la città rientra nella classe I (da 100.000 persone in su).

## Geografia fisica
La città è situata a 23° 29' N e 86° 09' E e ha un'altitudine di 210 m s.l.m..

## Società

### Evoluzione demografica
Al censimento del 2001 la popolazione di Bokaro Steel City assommava a 394.173 persone, delle quali 213.044 maschi e 181.129 femmine. I bambini di età inferiore o uguale ai sei anni assommavano a 46.447, dei quali 24.479 maschi e 21.968 femmine. Infine, coloro che erano in grado di saper almeno leggere e scrivere erano 289.296, dei quali 173.639 maschi e 115.657 femmine.